# Norwalk (Iowa)
Pour les articles homonymes, voir Norwalk.
Norwalk est une ville située dans les comtés de Warren et de Polk, dans l'État de l'Iowa aux États-Unis. Lors du recensement de 2010, sa population s'élevait à 8 945 habitants.